# Kanton Meximieux
Kanton Meximieux (fr. Canton de Meximieux) je francouzský kanton v departementu Ain v regionu Rhône-Alpes. Skládá se z 15 obcí. Před reformou kantonů 2014 se skládal ze 12 obcí.

## Obce kantonu
od roku 2015:
- Balan
- Béligneux
- Bourg-Saint-Christophe
- Bressolles
- Dagneux
- Faramans
- Joyeux
- Meximieux
- Le Montellier
- Montluel
- Pérouges
- Pizay
- Rignieux-le-Franc
- Saint-Éloi
- Sainte-Croix

před rokem 2015:
- Bourg-Saint-Christophe
- Charnoz-sur-Ain
- Faramans
- Joyeux
- Meximieux
- Le Montellier
- Pérouges
- Rignieux-le-Franc
- Saint-Jean-de-Niost
- Saint-Maurice-de-Gourdans
- Saint-Éloi
- Villieu-Loyes-Mollon